# Letitia Marion Hamilton
Letitia Marion Hamilton (Hamwood House, 1878 - 1964) foi uma pintora irlandesa.
Paisagista por excelência, foi das primeiras artistas a introduzir o impressionismo e o expressionismo na Irlanda.
Das suas obras contam-se, tal como paisagens, várias cenas e vistas sobre cidades de toda a Europa. É, por exemplo, de relevo a incidência da cidade italiana de Nápoles na obra da pintora.

## Biografia
Letícia Marion Hamilton nasceu em Hamwood House, Condado de Meath em 30 de julho de 1878. Ela era filha de Charles Robert Hamilton e Louisa Caroline Elizabeth Brooke. Ela freqüentou o Alexandra College. Letícia e sua irmã Eva eram bisnetas da artista Marianne-Caroline Hamilton e primas do aquarelista Rose Maynard Barton. O pai das irmãs só podia pagar um dote, então Letícia e Eva permaneceram solteiras, com suas carreiras artísticas ajudando a sustentar a casa. Tanto Hamilton quanto sua irmã estudaram no National College of Art and Design sob William Orpen.  Hamilton também estudou esmaltação lá, ganhando uma medalha de prata em 1912 tanto pela Escola quanto pela Comissão Nacional de Educação. Seu trabalho mostrou elementos da Art Nouveau, prenunciando suas inclinações modernistas posteriores. Hamilton também estudou na Bélgica com Frank Brangwyn e com a Slade School of Fine Art.
Viajou pela Europa durante quase toda a sua vida, tendo mesmo visitado Portugal, onde concebeu o quadro expressionista Portugal, Barcos, em ano incerto. Esta obra é um óleo sobre tela, onde se nota vivamente a influência expressionista, se comparado, por exemplo, com A Noite Estrelada de Vincent van Gogh.